# 조성주 (프로게이머)
조성주(1997년 7월 28일~)는 대한민국의 스타크래프트 II 프로게이머로 아이디는 Maru, 현재 소속팀은 팀 리퀴드, 종족은 테란이며 2018년 아시안 게임 금메달리스트이다.

## 개요
2010년 자신의 모교인 부산 수영초등학교 소속으로 엘리트 스쿨리그에 참가, 16강에서 군서중학교를 상대로 올킬을 기록했다. 당시 대회의 활약으로 SK텔레콤 T1의 연습생으로 선발, 잠시 활동한 경력이 있다.
2013년 8월 10일 서울 코엑스 D홀에서 열린 2013 WCS 코리아 시즌 2 옥션 올킬 스타리그에서 정윤종을 4:2로 이기고 우승을 차지했으며, 생애 첫 개인리그 우승을 경험함과 동시에 스타리그의 로열로더로 등극하였다.
2013년 12월 13일 Prime에서 진에어 그린윙스로 이적했다.
2015년 3월 21일 강남 넥슨 아레나에서 열린 네이버 스타리그 2015에서 조중혁을 4:1로 이기고 우승을 차지했으며, 스포티비 게임즈에서 개최한 첫 스타리그 초대 챔피언이 되었다.
2018년 3월 31일 프릭 업 스튜디오에서 열린 2018 GSL Season 1에서 김대엽을 4:2로 이기고 우승을 차지했으며, 8년만의 생애 첫 GSL 우승을 경험한다.

## 생애 첫 우승, 그리고 로열로더
조성주는 2013 WCS 코리아 시즌 2 옥션 올킬 스타리그에서 첫 우승을 차지했다, 2004년 질레트 스타리그에서 박성준이 기록한 최연소 로열로더 기록을 새롭게 경신했다. (조성주 : 만 16세 13일, 박성준 : 만 17세 7개월 14일)
스타크래프트 II 군단의 심장으로 치러진 온게임넷 최초의 우승자이며 또한 e스포츠연맹 소속 선수로 최초로 스타리그에서 우승한 선수이자 마지막 스타리그 우승자로 기록되었다.

## 주요 경력

### 리그 수상
프리미어 개인리그 우승 7회, 준우승 3회
- 2010년 TG-Intel 스타크래프트 II OPEN Season 1 32강
- 2011년 PEPSI 글로벌 스타크래프트 II 리그 Aug. Code A 32강
- 2012년 핫식스 2012 글로벌 스타크래프트 II 리그 시즌 1 Code A 24강
- 2012년 핫식스 2012 글로벌 스타크래프트 II 리그 시즌 2 Code S 16강
- 2012년 IPL 4 29-36th
- 2012년 무슈제이 2012 글로벌 스타크래프트 II 리그 시즌 3 Code S 32강
- 2012년 핫식스 2012 글로벌 스타크래프트 II 리그 시즌 4 Code A 12강
- 2012년 핫식스 2012 글로벌 스타크래프트 II 리그 시즌 5 Code S 32강
- 2013년 Asia Starcraft League 우승 (vs 3:2 최종혁)
- 2013년 핫식스 2013 글로벌 스타크래프트 II 리그 시즌 1 Code A 32강
- 2013년 WCS 코리아 2013 시즌 1 망고식스 글로벌 스타크래프트 II 리그 32강
- 2013년 2013 WCS Korea Season 1 챌린저리그 32강
- 2013년 2013 WCS 코리아 시즌 2 옥션 올킬 스타리그 우승 (vs 4:2 정윤종) (2013 WCS 시즌 2 파이널 진출)
- 2013년 2013 WCS 시즌 2 파이널 16강
- 2013년 2013 WCS 코리아 시즌 3 조군샵 글로벌 스타크래프트 II 리그 4강 (2013 WCS 시즌 3 파이널 진출)
- 2013년 2013 WCS 시즌 3 파이널 4강
- 2013년 StarsWar League Season 3 4강
- 2013년 2013 WCS 글로벌 파이널 4강
- 2013년 2013 핫식스컵 라스트 빅매치 4강
- 2013년 2013 GSL Awards 테란 우수 선수상
- 2014년 SK텔레콤 스타크래프트 II 프로리그 2014 1라운드 MVP
- 2014년 2014 WCS 코리아 시즌 1 핫식스 글로벌 스타크래프트 II 리그 코드 S 8강
- 2014년 SK텔레콤 스타크래프트 II 프로리그 2014 2라운드 MVP
- 2014년 2014 핫식스 GSL 글로벌 토너먼트 8강
- 2014년 2014 WCS 코리아 시즌 2 핫식스 글로벌 스타크래프트 II 리그 코드 S 4강
- 2014년 SK텔레콤 스타크래프트 II 프로리그 2014 신인왕
- 2014년 2014 WCS 코리아 시즌 3 핫식스 글로벌 스타크래프트 II 리그 코드 S 16강
- 2015년 IEM Season IX - Taipei 준우승
- 2015년 2015 글로벌 스타크래프트 II 리그 시즌 1 코드 S 16강
- 2015년 IEM Season IX - World Championship 8강
- 2015년 네이버 스타크래프트 II 스타리그 2015 시즌 1 우승 (vs 4:1 조중혁)
- 2015년 GiGA 인터넷 2015 KeSPA컵 시즌1 16강
- 2015년 스베누 스타크래프트 II 스타리그 2015 시즌 2 8강
- 2015년 2015 스베누 글로벌 스타크래프트 II 리그 시즌 2 코드 S 8강
- 2015년 롯데홈쇼핑 2015 KeSPA컵 시즌2 8강
- 2015년 스베누 스타크래프트 II 스타리그 2015 시즌3 16강
- 2015년 2015 핫식스 글로벌 스타크래프트 II 리그 시즌 3 코드 S 4강
- 2015년 2015 WCS 글로벌 파이널 16강
- 2016년 2016 핫식스 글로벌 스타크래프트 II 리그 시즌 1 코드 A 60강
- 2016년 SK텔레콤 스타크래프트 II 프로리그 2016 2라운드 MVP
- 2016년 스타크래프트 II 스타리그 2016 시즌 2 챌린지 24강
- 2016년 2016 핫식스 글로벌 스타크래프트 II 리그 시즌 2 코드 S 16강
- 2016년 2016 스타크래프트 II KeSPA컵 8강
- 2016년 WESG 2016 - Asia-Pacific 지역예선 준우승
- 2017년 World Electronic Sports Games 2016 준우승
- 2017년 2017 핫식스 글로벌 스타크래프트 II 리그 시즌 1 코드 S 8강
- 2017년 GSL Super Tournament 시즌 1 8강
- 2017년 2017 핫식스 글로벌 스타크래프트 II 리그 시즌 2 코드 S 4강
- 2017년 2017 핫식스 글로벌 스타크래프트 II 리그 시즌 3 코드 S 32강
- 2017년 IEM Season XII - Shanghai 16강
- 2017년 GSL Super Tournament 시즌 2 16강
- 2018년 IEM Season XII - World Championship 4강
- 2018년 World Electronic Sports Games 2017 우승 (vs 4:3 박령우)
- 2018년 2018 글로벌 스타크래프트 II 리그 시즌 1 코드 S 우승 (vs 4:2 김대엽)
- 2018년 2018 AfreecaTV GSL Super Tournament 시즌1 8강
- 2018년 2018 글로벌 스타크래프트 II 리그 시즌 2 코드 S 우승 (vs 4:0 주성욱)
- 2018년 2018 GSL vs the World 4강
- 2018년 제 18회 자카르타-팔렘방 아시안게임 E-Sports 스타크래프트 II(시범종목) 금메달 (vs 4:0 [Nice]후앙 유시앙)
- 2018년 2018 글로벌 스타크래프트 II 리그 시즌 3 코드 S 우승 (vs 4:3 전태양)
- 2018년 2018 GSL Super Tournament 시즌2 8강
- 2018년 2018 WCS 글로벌 파이널 8강
- 2019년 IEM Season XIII - Katowice 24강
- 2019년 World Electronic Sports Games 2018 3위 (vs 3:2 사샤 호스틴)
- 2019년 2019 마운틴듀 글로벌 스타크래프트 II 리그 시즌 1 코드 S 우승 (vs 4:2 김도우)
- 2019년 2019 GSL Super Tournament 시즌1 16강
- 2019년 2019 마운틴듀 글로벌 스타크래프트 II 리그 시즌 2 코드 S 32강
- 2019년 2019 마운틴듀 글로벌 스타크래프트 II 리그 시즌 3 코드 S 4강
- 2019년 2019 GSL vs the World 16강
- 2019년 2019 GSL Super Tournament 시즌2 16강
- 2019년 2019 WCS 글로벌 파이널 8강
- 2020년 2020 LG 울트라기어 핫식스 GSL 시즌3 준우승 (vs 2:4 전태양)

### 협회 수상
- 2014년 2013 대한민국 e-스포츠 대상 스타크래프트 Ⅱ 부문 최우수 테란 선수 상